# Mariusz Zaruski

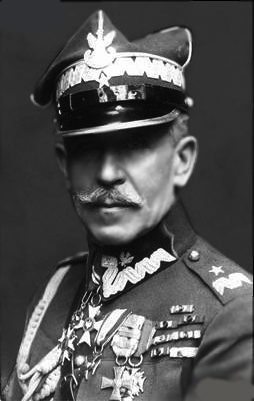
Mariusz Zaruski

Mariusz Zaruski (* 31. Januar 1867 in Dumanow; † 8. April 1941 in Cherson) war ein polnischer General, Segelsportler, Bergsteiger, Schriftsteller, Lyriker und Maler.
Zaruski studierte ab 1885 Mathematik und Physik in Odessa. Er malte dort Seestücke, die ihm den Zugang zur Kunstschule eröffneten und heuerte in den Ferien auf Schiffen zu Reisen nach Sibirien, China, Japan, Indien, Ägypten und Syrien an. Wegen seiner Beteiligung an einer polnischen antirussischen Organisation wurde er 1894 nach Archangelsk verbannt. Dort konnte er die Marineschule besuchen, fuhr auf einem Handelsschiff durch das Polarmeer nach Norwegen und erhielt schließlich das Kommando über ein eigenes Schiff.
Nach seiner Rückkehr nach Odessa 1896 heiratete er Izabela Kietlińska. 1901 ging er nach Krakau, wo er bis 1906 Malerei an der Akademie der Schönen Künste studierte. Wegen der schwachen Gesundheit seiner Frau ging er 1907 nach Zakopane in der Hohen Tatra, wo er sich alsbald der Bergsteigerei zuwandte. Noch im gleichen Jahr bestieg er den Kozi Wierch, 1911 den Kościelec. Er regte die Gründung des Bergrettungsvereins der Tatra (TOPR) an und widmete sich bis zum Beginn des Ersten Weltkrieges der touristischen Erschließung der Tatra und Ausbildung von Bergführern.
Während des Ersten Weltkrieges gründete er das 11. Polnische Kavallerieregiment, dessen Kommandeur er wurde. Er wurde mehrfach ausgezeichnet. Er beendete seine militärische Laufbahn 1926 im Rang eines Brigadegenerals und Adjutant des polnischen Präsidenten Stanisław Wojciechowski. In der Folgezeit widmete er sich der Förderung des Segelsports in Polen. Er gründete mit Antoni Aleksandrowicz den Yacht Klub Polski (YKP), deren Präsident er wurde, veranlasste die Gründung der Liga Morska i Rzeczna und war an der Erstellung eines polnisch-englisch-französisch-russischen Marinewörterbuches beteiligt.
1929 traf Zaruski als Segellehrer erstmals auf eine Pfadfindergruppe, und sein weiteres Leben war eng mit der polnischen Pfadfinderbewegung verbunden. 1935 erhielt er das Kommando über das Pfadfinder-Segelschiff Harcerz (Pfadfinder), die später in Zawisza Czarny umbenannt wurde, und wurde zur unumstrittenen Autorität des polnischen Segelsports. 1939 wurde er vom NKWD verhaftet und in ein Gefängnis nach Cherson gebracht, wo er 1941 an Cholera starb. 1997 wurde eine Urne mit Erde aus Zaruskis Grab in Zakopane beigesetzt, und Zaruski wurde posthum mit dem Großkreuz des Ordens Polonia Restituta ausgezeichnet.
Zum literarischen Nachlass Zaruskis gehören neben Gedichten u. a. die Erzählbände Na bezdrożach tatrzańskich (1923) und Wśród wichrów i fal (1935).

## Ehrungen
Das polnische Segelschiff Generał Zaruski ist nach Mariusz Zaruski benannt.